# アレマン人
アレマン人（アレマンじん、ドイツ語: Alemanne, Alamannen, 英語: Alemanni, ラテン語: Alamanni）は、ドイツ南西部のライン川上流地域を原住地とするゲルマン人の部族連合。アレマンネ人（アレマンネじん）、アレマンニ族（アレマンニぞく）、アラマンニ人（アラマンニじん）などとも表記される。

アレマン族

アレマン族の支配領域

「ドイツ」/「（形容詞形）ドイツの・ドイツ語・ドイツ人」を意味するフランス語の「Allemagne/allemand・Allemand」、スペイン語の「Alemania/alemán」、ポルトガル語の「Alemanha/alemão」の由来になった民族名である。

## 概要

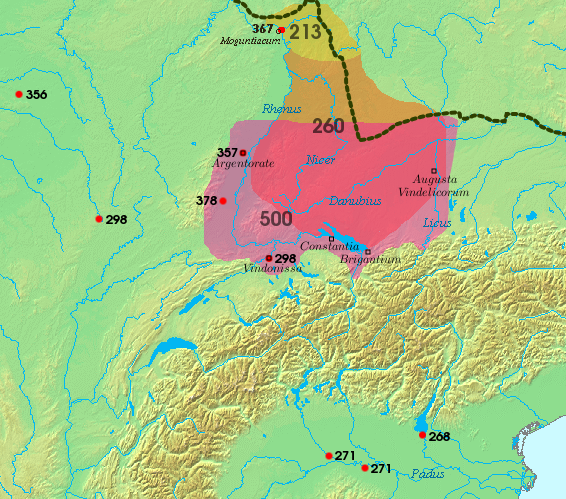
3世紀から6世紀にかけてのアレマン人の活動範囲及びローマ帝国との交戦地

紀元前後にスカンジナビア半島あるいはユトラント半島から南下し、ローマ帝国の皇帝・アウグストゥスが遠征させた将軍・ウァルスとのトイトブルク森の戦いで名を轟かしたゲルマン部族連合の盟主だったケルスキー族首長のアルミニウスの傘下に属したランゴバルド人とともにゲルマン系の連合部族の一派に遡るという。
このゲルマン系民族は後に東部ドイツのエルベ川の流域に移住したと伝わる。3世紀中頃から度々ローマ帝国領内への侵入を試みた。皇帝ガッリエヌスの治世には、ローマ帝国がライン川及びマイン川の流域の防壁（リメス）を放棄したため、エルベ川から民族移住して、リーメス内への居住が認められた。ラエティアを経て一時はアルプスを越えイタリア本土への進入もみられたが、続く皇帝クラウディウス・ゴティクス治下の268年のベナクス湖の戦いで敗北し、撤退を余儀なくされ、同時に古くからライン川流域にいたケルト人、または侵略者のローマ人との混血を繰り返して、アルプス山脈北西部にあるライン川上流にて「アレマン人」として、民族形成がなされ、同時にアレマン諸語も誕生した。さらに系統不詳のスエビ人とも混血して、アレマン系からシュヴァーベン人を派生させた。
271年には、プラセンティアの戦い（現・伊ピアチェンツァ）に勝利し同都市を一時占領したものの、皇帝アウレリアヌスが率いるローマ帝国軍にファーノの戦いで敗れて、敗走した。
367年には、ローマ帝国の属州であった高地ゲルマニアの中心地モングンティアクム（現・ラインラント＝プファルツ州マインツ）を占拠したが、皇帝ウァレンティニアヌス1世が指揮するローマ帝国軍に敗れ、その後、374年には、アレマン王マクリアヌスとウァレンティニアヌス1世との間で和平が結ばれた。
5世紀に入ると、その領域はアルプス地方からライン川中流域にまで拡大した。しかし、496年から497年にかけてシュパイアーからハイデルベルク周辺のトルビアックの戦いでメロヴィング朝フランク王国を創始したクローヴィス1世（クロートヴィヒ）に敗れ、その支配下に入ると、キリスト教（カトリック）への改宗が進んだ。
やがて、アレマン人有力貴族は、神聖ローマ帝国の部族大公としてのツェーリンゲン家のバーデン辺境伯、ホーエンシュタウフェン朝のシュヴァーベン公国として発展させたのである。
さらにアルザス系スイスの小貴族であり、神聖ローマ帝国・オーストリア帝国の君主となったハプスブルク家（アルザス系スイス貴族）、ニュルンベルク城伯・ブランデンブルク公・プロイセン王、さらにドイツ帝国の君主となったホーエンツォレルン家、ドナウヴェルトに起源を持つリヒテンシュタイン家も、元来はアレマン人の有力貴族であった。
現在では、バーデン＝ヴュルテンベルク州西部からアルザス～スイスのドイツ語圏はプロテスタントが多く、東部のシュヴァーベン地方（バイエルン・シュヴァーベンを含む）からリヒテンシュタインとオーストリア西端部のフォアアールベルク州では、隣接するバイエルン州のバイエルン人同様にカトリックが多い。